# Henrietta Ráki
Henrietta Ráki (28 de noviembre de 1978) es una deportista húngara que compitió en halterofilia. Ganó una medalla de bronce en el Campeonato Europeo de Halterofilia de 2002, en la categoría de 58 kg.

## Palmarés internacional
| Campeonato Europeo | Campeonato Europeo | Campeonato Europeo | Campeonato Europeo |
| Año                | Lugar              | Medalla            | Categoría          |
| ------------------ | ------------------ | ------------------ | ------------------ |
| 2002               | Antalya (Turquía)  | Medalla de bronce  | 58 kg              |